# Margaret Wilson (Autorin)

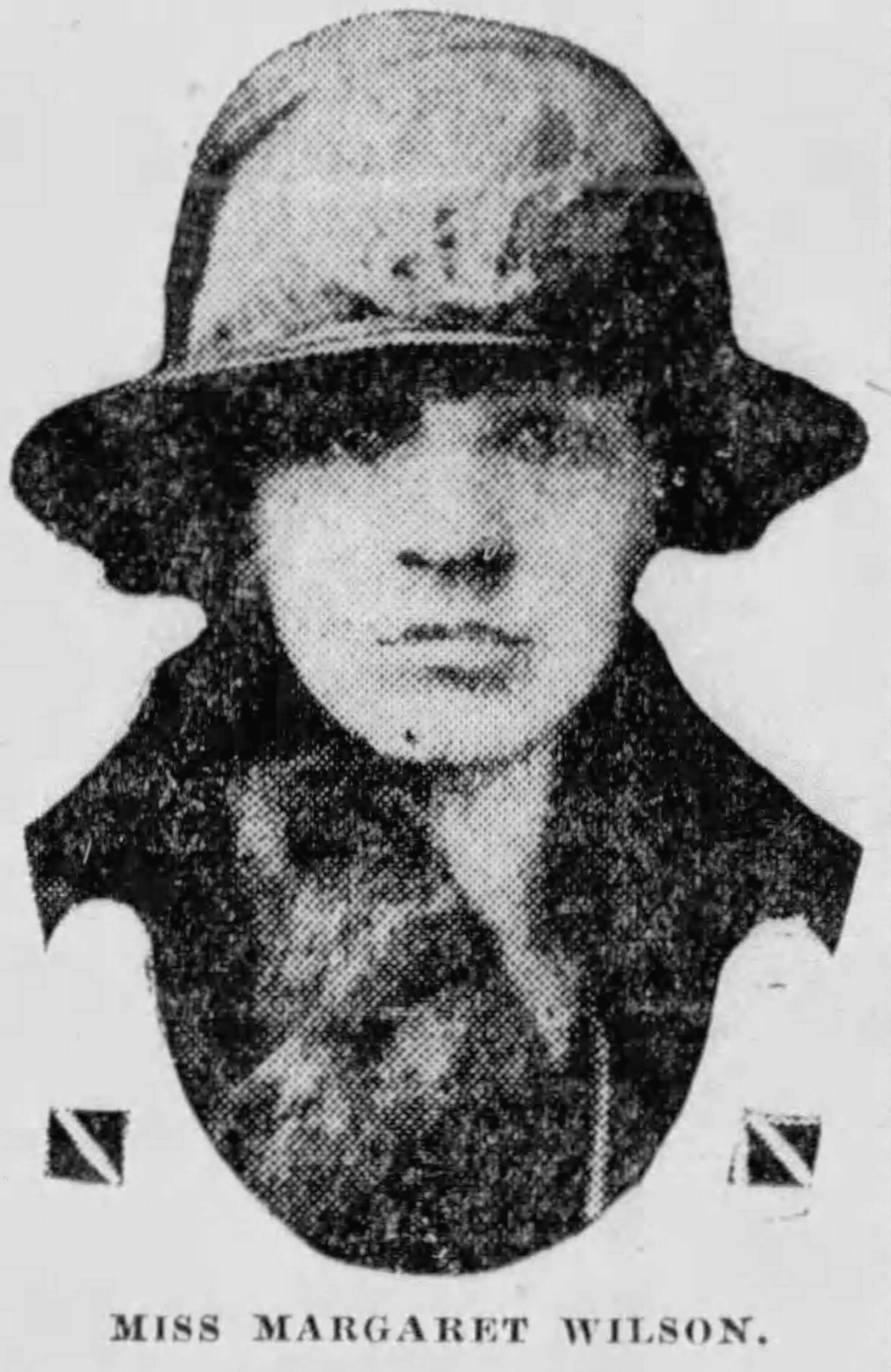
Margaret Wilson

Margaret Wilhelmina Wilson, verheiratete Turner, (* 16. Januar 1882 in Traer, Iowa; † 6. Oktober 1973 in Droitwich, Worcestershire) war eine US-amerikanische Romanautorin und Missionarin. Im Jahr 1924 gewann sie den Pulitzer-Preis für Belletristik für ihren Roman The Able McLaughlins.

## Leben
Geboren als viertes Kind von West Wilson (einem Landwirt und Viehhändler) und Agnes (McCornack) Wilson, wuchs Wilson auf einer Farm auf. Die Familie gab die Landwirtschaft auf und zog nach Ames, Iowa, um sich auf den Handel zu konzentrieren. Als Nächstes zog die Familie nach Chicago, Illinois, wo Wilson die Englewood High School besuchte und an der University of Chicago studierte, wo sie 1903 und 1904 ihren Abschluss machte.
Aus tiefer Überzeugung im presbyterianischen Glauben ihrer Eltern wurde sie Missionarin im Dienst der United Presbyterian Church in the United States of America. Sie arbeitete sechs Jahre lang an einer Mädchenschule und in einem Krankenhaus in der indischen Region Punjab. Wegen einer Krankheit kehrte sie 1910 in die Vereinigten Staaten zurück und trat 1916 von ihrer Position als Missionarin zurück. Die Jahre 1912–1913 verbrachte sie an der University of Chicago Divinity School. Danach unterrichtete sie fünf Jahre lang an der West Pullman High School. Während dieser Jahre kümmerte sie sich um ihren kranken Vater und veröffentlichte ihre Kurzgeschichten in verschiedenen Magazinen, unter anderem im Atlantic Monthly.
Zu den Themen, die sich durch ihre Schriften ziehen, gehören der geringere Status der Frau und die Rolle der Religion.  Ihre Arbeit ist unter anderem deshalb von Interesse, weil sie feministische Themen in einem häuslichen Kontext vor dem Hintergrund eines ablehnenden Justizsystems erforscht. Sie beschrieb sich selbst als „the most Middle Western of Middle Westerners“ und sagte, dass sie für weibliche Leser aus der Sicht einer Frau schreibe. Im Jahr 1923 veröffentlichte sie ihren ersten Roman, The Able McLaughlins, eine Geschichte über das harte Leben im kaum besiedelten Mittleren Westen in der Mitte des 19. Jahrhunderts, die vor allem den Einfluss der Religion in einer kleinen schottisch-presbyterianischen Gemeinde untersucht. Der Roman brachte Wilson viel kritische und öffentliche Aufmerksamkeit ein und gewann im selben Jahr einen von Harper & Brothers ausgelobten Preis in Höhe von 2.000 Dollar. Ihr Name war da noch völlig unbekannt, weil sie ihre Kurzgeschichten im Harper's Magazine mit An Elderly Spinster unterzeichnet hatte. Im folgenden Jahr gewann das Buch den Pulitzer-Preis. Zwei ihrer späteren Romane basieren auf ihren Erfahrungen in Indien. Sie schrieb sie mehr als ein Jahrzehnt nach ihrer Rückkehr und verarbeitete ihre schmerzlicheren Erfahrungen in eine einfühlsame und fesselnde Fiktion. Daughters of India erforscht die Welt der Polygamie und Trousers of Taffeta konzentriert sich auf den Anspruch an eine Frau, einen männlichen Erben zu produzieren.  Neben ihren insgesamt acht Romanen für Erwachsene schrieb sie auch einen Roman für Kinder, The Devon Treasure Mystery (1939), in dem zwei Mädchen und vier Jungen zu Amateurdetektiven werden und nach einem lange verlorenen Schatz suchen.
1923 heiratete sie George Douglas Turner, einen Schotten, den sie neunzehn Jahre zuvor in Indien kennengelernt hatte, und blieb danach in England sesshaft. Turner war Tutor am Brasenose College in Oxford, später war er Gefängnisdirektor in Dartmoor. Die Reform des Strafrechts inspirierte sie zu ihrer Sachbuchstudie The Crime of Punishment (1931) und zwei Romanen, The Dark Duty (1931) und The Valiant Wife (1933), beides "„melodramatic romances […] constructed around the philosophical and dramatic problems of prison administration and reform“".
Eine kritische Rezeption kommt zu dem Schluss:

„[Her] novels have been disparaged for a variety of weaknesses...and almost all her plots rely too heavily on coincidence. Her sharp sociological observations provide valuable insight for students of cultural history, however; in addition, her strengths as a novelist are evident in the detailed, naturalistic portraits of the daily lives of her characters, and in her inability [sic] to involve the reader in the problems her characters face.“

„[Ihre] Romane wurden für eine Vielzahl von Schwächen verunglimpft...und fast alle ihre Plots verlassen sich zu sehr auf Zufälle. Ihre scharfen soziologischen Beobachtungen bieten jedoch wertvolle Einblicke für Studenten der Kulturgeschichte; außerdem zeigen sich ihre Stärken als Romanautorin in den detaillierten, naturalistischen Porträts des täglichen Lebens ihrer Figuren und in ihrer Unfähigkeit [sic!], den Leser in die Probleme ihrer Figuren zu verwickeln.“

Graham Greene schrieb in einer Rezension von The Law and the McLaughlins: "Sie hat eine bewundernswerte Gabe für eine sehr einfache, direkte Erzählung, und ihr Thema wurde immer leidenschaftlich in Bezug auf das menschliche Wesen umgesetzt.[…] wir sind uns immer einer Schriftstellerin mit feinem moralischen Unterscheidungsvermögen und einem leidenschaftlichen Bewusstsein für individuelles Leiden bewusst."
Turner starb 1946 in Folge der Kriegsanstrengungen. Selbst bei schlechter Gesundheit, wurde Wilson von ihren Stieftöchtern gepflegt, bis sie diese überlebte. Sie starb 1973 in einem Pflegeheim im Alter von 91 Jahren.

## Werke
Romane
- The Able McLaughlins (= Cairns Collection of American Women Writers). Harper & Brothers, New York City 1923.
- The Kenworthys. Harper & Brothers, New York City 1925.
- The Painted Room. Harper & Brothers, New York City 1926.
- Daughters of India. Harper & Brothers, New York City 1928.
- Trousers of Taffeta : a tale of a polygamous city. Jonathan Cape, London 1929.
- The Dark Duty. Jonathan Cape, London 1931.
- The Valiant Wife. Doubleday Doran, Garden City, NY 1935.
- The Law and the McLaughlins. Doubleday Doran, Garden City, NY 1936.

Kinderbuch
- The Devon Treasure Mystery. Random House, New York City 1939.

Sachbuch
- The Crime of Punishment. Jonathan Cape, London 1931.